# Altenfeld
Altenfeld è una frazione della città tedesca di Großbreitenbach.

## Storia
Il 1º gennaio 2019 il comune di Altenfeld venne soppresso e aggregato alla città di Großbreitenbach.